# Українсько-польський миротворчий батальйон

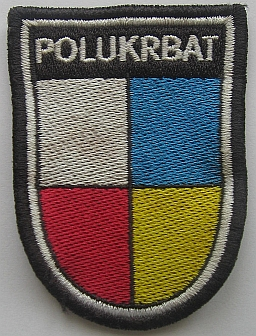

Українсько-польський миротворчий батальйон (пол. Polsko-Ukraiński Batalion Sił Pokojowych) — комбінований батальйон, що складається відповідно до квоти, виданої Литвою, Польщею та Україною (до 2009). У 2000–2010 батальйон перебував у Косово в складі місії НАТО (KFOR).

## Історія
Починаючи з 1995 року були проведені спільні навчання, в тому числі — за підтримки Сполучених Штатів. Батальйон створено відповідно до угоди від 26 листопада 1997 року. За офіційними даними, батальйон числом 700 чоловік було сформовано 21 березня 1998 року з польської 14-ї бронетанкової бригади та 310-го українського механізованого полку. Офіційною мовою встановлена англійська. У 1999 році батальйон був повністю укомплектований, а через рік він взяв участь у своїй першій місії.
1 травня 2011 року угода втратила чинність.

## Завдання
Відповідно до угоди батальйон міг брати участь у міжнародних миротворчих операціях:
- Організації Об'єднаних Націй, мандат яких затверджується Радою Безпеки ООН та іншими міжнародними організаціями, які несуть відповідальність у сфері підтримання міжнародного миру і безпеки;
- багатонаціональних сил, створюваних за згодою Ради Безпеки ООН.

Батальйон міг брати участь у міжнародних миротворчих операціях міжнародних організацій або сил, які проводяться з метою:
- запобігання виникненню міждержавних і внутрішніх конфліктів;
- врегулювання або створення умов для врегулювання міждержавних і внутрішніх конфліктів за згодою сторін конфлікту;
- надання гуманітарної допомоги населенню, яке постраждало внаслідок міждержавних або внутрішніх конфліктів;
- надання допомоги країнам у ліквідації наслідків конфліктів;
- усунення загрози миру, порушень миру, акту агресії або врегулювання міждержавних та внутрішніх конфліктів.

## Слова маршу спільного батальйону
«Ми — діти Вісли і Дніпра, Слов'янського коріння й роду.
Єднає спільна нас мета -
Служити миру і народам…»
Polsko-Ukraiński wspólny Batalion, ONZ na swiecie sprawnie słuźy on, Dziećmi swych narodów jesteśmy, Pokój Ludziom Ziemi niesiemy!

## Див. також

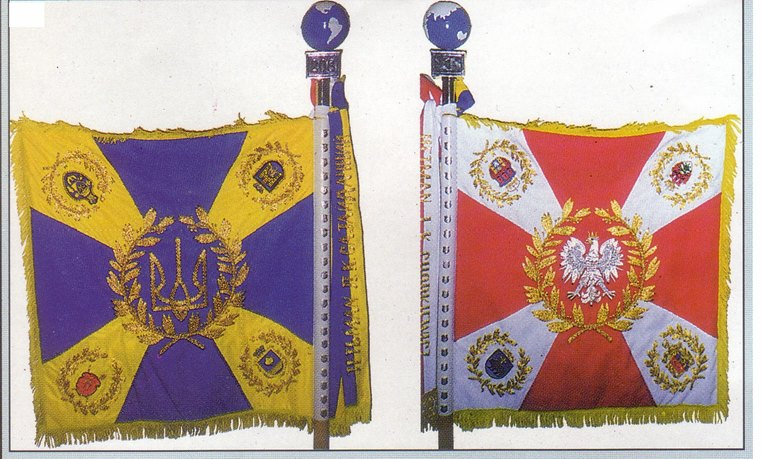